# Матчи сборной Ленинграда по футболу (1925)
Сезон 1925 года стал 24-м в истории сборной Ленинграда по футболу.
В нём сборная провела
- 6 официальных матчей
  - 5 междугородних
  - 1 международный
- 24 неофициальных
  - в том числе 8 международных с «рабочими» командами

## Классификация матчей
По установившейся в отечественной футбольной истории традиции официальными принимаются
- Все соревновательные матчи[К 4] официальных турниров — чемпионатов СССР, Российской империи и РСФСР — во времена, когда они проводились среди сборных городов (регионов, республик), и сборная Санкт-Петербурга (Ленинграда) была субъектом этих соревнований; к числу таковых относятся также матчи футбольных турниров на Спартакиадах народов СССР 1956 и 1979 года.
- Междугородние товарищеские игры сборной сильнейшего состава без формальных ограничений[К 5] с адекватным по статусу соперником. Матчи с клубами Санкт-Петербурга и других городов, со сборными не сильнейшего состава и т. п. составляют другую категорию матчей.
- Международные матчи с соперниками топ-уровня — в составах которых выступали футболисты, входившие в национальные сборные либо выступавшие в чемпионатах (лигах) высшего соревновательного уровня своих стран — как профессионалы, так и любители[К 6]. Практиковавшиеся (в основном, в 1920—1930-х годах) международные матчи с так называемыми «рабочими» и им подобными по уровню командами, состоявшими, как правило, из неконкурентоспособных игроков-любителей невысокого уровня, заканчивавшиеся обычно их разгромными поражениями, отнесены в отдельную категорию матчей.

## Статистика сезона
| 1925            |                                                         |      |
| Н (1)           | Ленинград — Ленинград (II)                              | 5:1  |
| Н (2)           | Ленинград — «Большевик» Ленинград                       | 2:0  |
| Н (3)           | Ленинград — Ленинград (II)                              | 2:1  |
| МН 15           | Ленинград — Финляндия (TUL)                             | 3:2  |
| Н (4)           | Ленинград — Або, Финляндия (TUL)                        | 3:2  |
| Н (5)           | Ленинград — Гельсингфорс, Финляндия (TUL)               | 11:2 |
| Н (6)           | Ленинград — Таммерфорс, Финляндия (TUL)                 | 9:1  |
| Н (7)           | Ленинград — Котка, Финляндия (TUL)                      | 8:0  |
| Н (8)           | Ленинград — Выборг, Финляндия (TUL)                     | 1:0  |
| Н (9)           | Ленинград (II) — Московско-Нарвский район, Ленинград    | 1:2  |
| МГ 24           | Ленинград — Харьков                                     | 5:1  |
| Н (10)          | Ленинград (II) — Харьков                                | 1:0  |
| Н (11)          | Ленинград (II) — РКимА Москва                           | 4:0  |
| Н (12)          | Ленинград (II) — Москва                                 | 1:6  |
| Н (13)          | Ленинград (II) — «Красная Пресня», Москва               | 4:1  |
| Н (14)          | Ленинград (II) — Швеция («рабочая»)                     | 7:0  |
| Н (15)          | Ленинград — Харьков (II)                                | 2:0  |
| МГ 25           | Ленинград — Харьков                                     | 0:1  |
| Н (16)          | Ленинград — Москва (II)                                 | 3:2  |
| Н (17)          | Ленинград (II) — Москва (II)                            | 2:1  |
| Н (18)          | Ленинград (II) — Сборная флотов                         | 5:0  |
| Н (19)          | Ленинград (II) — Финляндия (TUL)                        | 1:1  |
| Н (20)          | Ленинград — Финляндия (TUL)                             | 8:0  |
| МГ 26           | Ленинград — Москва                                      | 2:2  |
| Н (21)          | Ленинград (II) — Тверь                                  | 1:0  |
| Н (22)          | Ленинград — Москва (II)                                 | 0:3  |
| МГ 27           | Ленинград — Москва                                      | 1:3  |
| Н (23)          | Ленинград (II) — Москва                                 | 3:2  |
| Н (24)          | Сб. ЦМВ районов Ленинграда — Сб. ПВВ районов Ленинграда | 3:0  |
| МГ 28           | Ленинград — Москва                                      | 4:0  |
| Итого           |                                                         |      |
| И В Н П М       |                                                         |      |
| 6 3 1 2 15−9    |                                                         |      |
| 24 20 1 3 87−25 |                                                         |      |

## Официальные матчи

### 47. Ленинград — Финляндия — 3:2
Международный товарищеский матч 15 (отчет)
| Ленинград                          | 3:2 | Финляндия (TUL)     |
| ---------------------------------- | --- | ------------------- |
| - М.Бутусов 8′ 55′ - А.Соколов 35′ |     | - 3′ 70′ (пен.) Фри |

| Игрок               | Клуб                              |                                 | Вышел на замену | Гол  |
| ------------------- | --------------------------------- | ------------------------------- | --------------- | ---- |
| Гусев, Павел        | «Спартак» Выборгский район «А»    | Серебряный гол · Серебряный гол | 1               | (-2) |
|                     |                                   |                                 |                 |      |
| Константинов, Фёдор | «Спартак» Выборгский район «А»    |                                 | 1               |      |
| Ежов, Пётр          | «Спартак» Петроградский район «А» |                                 | 10              |      |
|                     |                                   |                                 |                 |      |
| Филиппов III, Пётр  | «Спартак» Петроградский район «Б» |                                 | 11              |      |
| Батырев, Павел      | «Спартак» Петроградский район «А» |                                 | 14              | 1    |
| Гуськов, Александр  | «Спартак» Петроградский район «А» |                                 | 3               |      |
|                     |                                   |                                 |                 |      |
| Григорьев, Пётр     | «Спартак» Центральный район «А»   |                                 | 7               | 2    |
| Бутусов, Михаил     | «Спартак» Выборгский район «А»    | Гол · Гол                       | 12              | 7    |
| Соколов, А.         | «Спартак» Выборгский район «А»    | Гол                             | 4               | 1    |
| Антипов, Пётр       | «Спартак» Выборгский район «А»    |                                 | 9               | 1    |
| Егоров, Константин  | «Спартак» Петроградский район «А» |                                 | 1               |      |

| Финляндия  |           |
| ---------- | --------- |
| А.Рантанен |           |
|            |           |
| Хейнонен   |           |
| Таммерт    |           |
|            |           |
| Лехтонен   |           |
| Вуоринен   |           |
| Нюланд     |           |
|            |           |
| Пости      |           |
| Фри        | Гол · Гол |
| Викстрём   |           |
| Сандберг   |           |
| Э.Рантанен |           |

|  |  |

### 48. Ленинград — Харьков — 5:1
Междугородний товарищеский матч 24 (отчет)
| Ленинград                                                          | 5:1 | Харьков       |
| ------------------------------------------------------------------ | --- | ------------- |
| - М.Бутусов 40′ 51′ - П.Филиппов 44′ - Антипов 61′ - А.Соколов 72′ |     | - 70′ Казаков |

| Игрок              | Клуб                              |                | Вышел на замену | Гол  |
| ------------------ | --------------------------------- | -------------- | --------------- | ---- |
| Гусев, Павел       | «Спартак» Выборгский район «А»    | Серебряный гол | 2               | (-3) |
|                    |                                   |                |                 |      |
| Рузанов, Алексей   | «Спартак» Центральный район «А»   |                | 2               |      |
| Ежов, Пётр         | «Спартак» Петроградский район «А» |                | 11              |      |
|                    |                                   |                |                 |      |
| Филиппов III, Пётр | «Спартак» Петроградский район «Б» | Гол            | 12              | 1    |
| Батырев, Павел     | «Спартак» Петроградский район «А» |                | 15              | 1    |
| Гуськов, Александр | «Спартак» Петроградский район «А» |                | 4               |      |
|                    |                                   |                |                 |      |
| Григорьев, Пётр    | «Спартак» Центральный район «А»   |                | 8               | 2    |
| Бутусов, Михаил    | «Спартак» Выборгский район «А»    | Гол · Гол      | 13              | 9    |
| Соколов, А.        | «Спартак» Выборгский район «А»    | Гол            | 5               | 2    |
| Антипов, Пётр      | «Спартак» Выборгский район «А»    | Гол            | 10              | 2    |
| Егоров, Константин | «Спартак» Петроградский район «А» |                | 2               |      |

| Харьков    |     |
| ---------- | --- |
| Норов      |     |
|            |     |
| Н.Кротов   |     |
| К.Фомин    |     |
|            |     |
| Капустин   |     |
| В.Фомин    |     |
| Привалов   |     |
|            |     |
| Губарев    |     |
| Натаров    |     |
| Алфёров    |     |
| Шпаковский |     |
| Казаков    | Гол |

### 49. Ленинград — Харьков — 0:1
Междугородний товарищеский матч 25 (отчет)
| Ленинград | 0:1 | Харьков                             |
| --------- | --- | ----------------------------------- |
|           |     | - ~60' (пен.) В.Фомин - 70′ Алфёров |

| Игрок               | Клуб                              |                | Вышел на замену | Гол  |
| ------------------- | --------------------------------- | -------------- | --------------- | ---- |
| Гусев, Павел        | «Спартак» Выборгский район «А»    | Серебряный гол | 3               | (-4) |
|                     |                                   |                |                 |      |
| Гостев III, Георгий | «Спартак» Петроградский район «Б» |                | 9               |      |
| Ежов, Пётр          | «Спартак» Петроградский район «А» |                | 12              |      |
|                     |                                   |                |                 |      |
| Воног, Владимир     | «Красный путиловец»               |                | 3               |      |
| Батырев, Павел      | «Спартак» Петроградский район «А» |                | 16              | 1    |
| Гуськов, Александр  | «Спартак» Петроградский район «А» |                | 5               |      |
|                     |                                   |                |                 |      |
| Егоров, Константин  | «Спартак» Петроградский район «А» |                | 3               |      |
| Бутусов, Михаил     | «Спартак» Выборгский район «А»    |                | 14              | 9    |
| Соколов, А.         | «Спартак» Выборгский район «А»    |                | 6               | 2    |
| Антипов, Пётр       | «Спартак» Выборгский район «А»    |                | 11              | 2    |
| Богданов, Александр | «Спартак» Петроградский район «А» |                | 5               |      |

| Харьков  |     |
| -------- | --- |
| Норов    |     |
|          |     |
| Н.Кротов |     |
| К.Фомин  |     |
|          |     |
| Ус       |     |
| Капустин |     |
| Привалов |     |
|          |     |
| Губарев  |     |
| Натаров  |     |
| В.Фомин  |     |
| Алфёров  | Гол |
| Казаков  |     |

### 50. Ленинград — Москва — 2:2
Междугородний товарищеский матч 26 (отчет)

| Ленинград           | 2:2 | Москва                   |
| ------------------- | --- | ------------------------ |
| - М.Бутусов 59′ 84′ |     | - 46′ Исаков - 60′ Холин |

| Игрок               | Клуб                              |                                 | Вышел на замену | Гол   |
| ------------------- | --------------------------------- | ------------------------------- | --------------- | ----- |
| Полежаев, Александр | «Спартак» Петроградский район «Б» | Серебряный гол · Серебряный гол | 11              | (-15) |
|                     |                                   |                                 |                 |       |
| Гостев III, Георгий | «Спартак» Петроградский район «Б» |                                 | 10              |       |
| Ежов, Пётр          | «Спартак» Петроградский район «А» |                                 | 13              |       |
|                     |                                   |                                 |                 |       |
| Филиппов III, Пётр  | «Спартак» Петроградский район «Б» |                                 | 13              | 1     |
| Батырев, Павел      | «Спартак» Петроградский район «А» |                                 | 17              | 1     |
| Гуськов, Александр  | «Спартак» Петроградский район «А» |                                 | 6               |       |
|                     |                                   |                                 |                 |       |
| Родионов, Дмитрий   | «Спартак» Петроградский район «А» |                                 | 4               | 1     |
| Бутусов, Михаил     | «Спартак» Выборгский район «А»    | Гол · Гол                       | 15              | 11    |
| Соколов, А.         | «Спартак» Выборгский район «А»    |                                 | 7               | 2     |
| Антипов, Пётр       | «Спартак» Выборгский район «А»    |                                 | 12              | 2     |
| Егоров, Константин  | «Спартак» Петроградский район «А» |                                 | 4               |       |

| Москва      |     |
| ----------- | --- |
| Н.Соколов   |     |
|             |     |
| К.Блинков   |     |
| Пчеликов    |     |
|             |     |
| Никишин     |     |
| В.Ратов     |     |
| Пахомов     |     |
|             |     |
| Н.Старостин |     |
| П.Артемьев  |     |
| Исаков      | Гол |
| Канунников  |     |
| Холин       | Гол |

### 51. Ленинград — Москва — 1:3
Междугородний товарищеский матч 27 (отчет)

| Ленинград     | 1:3 | Москва                                 |
| ------------- | --- | -------------------------------------- |
| - Мурашев 48′ |     | - 12′ 65′ П.Артемьев - 55′ Н.Старостин |

| Игрок               | Клуб                              |                                                  | Вышел на замену | Гол   |
| ------------------- | --------------------------------- | ------------------------------------------------ | --------------- | ----- |
| Полежаев, Александр | «Спартак» Петроградский район «Б» | Серебряный гол · Серебряный гол · Серебряный гол | 12              | (-18) |
|                     |                                   |                                                  |                 |       |
| Рузанов, Алексей    | «Спартак» Центральный район «А»   |                                                  | 3               |       |
| Ежов, Пётр          | «Спартак» Петроградский район «А» |                                                  | 14              |       |
|                     |                                   |                                                  |                 |       |
| Филиппов III, Пётр  | «Спартак» Петроградский район «Б» |                                                  | 14              | 1     |
| Батырев, Павел      | «Спартак» Петроградский район «А» |                                                  | 18              | 1     |
| Гуськов, Александр  | «Спартак» Петроградский район «А» |                                                  | 7               |       |
|                     |                                   |                                                  |                 |       |
| Григорьев, Пётр     | «Спартак» Центральный район «А»   |                                                  | 9               | 2     |
| Бутусов, Михаил     | «Спартак» Выборгский район «А»    |                                                  | 16              | 11    |
| Мурашев, Андрей     | «Красный путиловец»               | Гол                                              | 1               | 1     |
| Антипов, Пётр       | «Спартак» Выборгский район «А»    |                                                  | 13              | 2     |
| Егоров, Константин  | «Спартак» Петроградский район «А» |                                                  | 5               |       |

| Москва      |           |
| ----------- | --------- |
| Н.Соколов   |           |
|             |           |
| Рущинский   |           |
| В.Лапшин    |           |
|             |           |
| В.Ратов     |           |
| Селин       |           |
| Никишин     |           |
|             |           |
| Н.Старостин | Гол       |
| П.Артемьев  | Гол · Гол |
| Исаков      |           |
| Канунников  |           |
| Холин       |           |

### 52. Ленинград — Москва — 4:0
Междугородний товарищеский матч 28 (отчет)

| Ленинград                 | 4:0 | Москва |
| ------------------------- | --- | ------ |
| - М.Бутусов - П.Григорьев |     |        |

| Игрок              | Клуб                              |                 | Вышел на замену | Гол  |
| ------------------ | --------------------------------- | --------------- | --------------- | ---- |
| Соколов, Николай   | «Спартак» Центральный район «А»   |                 | 1               | (-0) |
|                    |                                   |                 |                 |      |
| Штукин, Дмитрий    | «Спартак» Петроградский район «А» |                 | 2               |      |
| Ежов, Пётр         | «Спартак» Петроградский район «А» |                 | 15              |      |
|                    |                                   |                 |                 |      |
| Воног, Владимир    | «Красный путиловец»               |                 | 4               |      |
| Батырев, Павел     | «Спартак» Петроградский район «А» |                 | 19              | 1    |
| Гуськов, Александр | «Спартак» Петроградский район «А» |                 | 8               |      |
|                    |                                   |                 |                 |      |
| Григорьев, Пётр    | «Спартак» Центральный район «А»   | Гол             | 10              | 3    |
| Мурашев, Андрей    | «Красный путиловец»               |                 | 2               | 1    |
| Соколов, А.        | «Спартак» Выборгский район «А»    |                 | 8               | 2    |
| Бутусов, Михаил    | «Спартак» Выборгский район «А»    | Гол · Гол · Гол | 17              | 14   |
| Егоров, Константин | «Спартак» Петроградский район «А» |                 | 6               |      |

| Москва     |  |
| ---------- |  |
| Малышев    |  |
|            |  |
| К.Блинков  |  |
| Гаврютиков |  |
|            |  |
| Н.Байков   |  |
| В.Ратов    |  |
| Ленчиков   |  |
|            |  |
| С.Егоров   |  |
| П.Артемьев |  |
| Д.Маслов   |  |
| Леута      |  |
| Жибоедов   |  |

## Неофициальные матчи
1. Тренировочный матч
| 13 мая Неоф (1) | Ленинград | 5:1 | Ленинград (II)      | Поле Таврического сада, Ленинград |
| |           |     | - (0:1)′ А.Богданов |                                   |
| Ленинград: Гусев - Ремизов, Г.Гостев - Гуськов, Воног, И.Хухтинен - Д.Родионов, Кудрявцев, А.Соколов, Антипов, Васильев Ленинград: Полежаев - Рузанов, Константинов - Систонен, Хромов, Столяров - К.Егоров, Исаков, Кусков, Емельянов, А.Богданов |           |     |                     |                                   |

2. Тренировочный матч
| 12 июня Неоф (2) | Ленинград | 2:0 | «Большевик» | Ленинград |
|                  | М.Бутусов |     |             |           |

3. Тренировочный матч
| 14 июня Неоф (3) | Ленинград         | 2:1 | Ленинград (II) | Поле Таврического сада, Ленинград |
| | - Антипов 25′ 65′ |     | - ~85′ Кусков  |                                   |
| Ленинград: Гусев - Рузанов, Ежов - П.Филиппов, Батырев, Гуськов - П.Григорьев, М.Бутусов, А.Соколов, Антипов, К.Егоров Ленинград: Тряпкин - Г.Гостев, Константинов - Недригайлов, Воног, И.Хухтинен - Семёнов, Кудрявцев, Колотушкин, Кусков, Сайкин |                   |     |                |                                   |

4.—8. Тур в Финляндию
4. Международный матч
| 22 июня Неоф (4) | Ленинград                         | 3:2 | Або (TUL)                    | Спортивный парк, Або |
| | - М.Бутусов 48′ 80′ - Антипов 63′ |     | - 28′ Вуоренпяя - 67′ (пен.) | Судья: Г.Фепонов     |
| Ленинград: Гусев - Рузанов, Ежов - П.Филиппов, Батырев, Гуськов - П.Григорьев, М.Бутусов, А.Соколов, Антипов, К.Егоров (TUL): Кнапи - Хейнонен, Лехтонен, Вуоренпяя, Нанта ... |                                   |     |                              |                      |

5. Международный матч
| 25 июня Неоф (5) | Ленинград                                              | 11:2 | Гельсингфорс (TUL) | Гельсингфорс |
| | - М.Бутусов - П.Григорьев - Антипов - А.Соколов (авт.) |      |                    |              |
| Ленинград: Гусев - Рузанов, Ежов - П.Филиппов, Батырев, Гуськов - П.Григорьев, М.Бутусов, А.Соколов, Антипов, К.Егоров (TUL): А.Рантанен - Бломквист, В.Лехто - Нюланд, Вуоринен, К.Лехто - Тайпале, Сандберг, Линдстрём, Фри, Илвонен |                                                        |      |                    |              |

6. Международный матч
| 27 июня Неоф (6) | Ленинград | 9:1 | Таммерфорс (TUL) | Таммерфорс                  |
| |           |     |                  | Зрителей: 2000 Судья: Фагер |
| Ленинград: Гусев - Рузанов, Ежов - П.Филиппов, Батырев, Константинов - К.Егоров, М.Бутусов, А.Соколов, Антипов, Кусков |           |     |                  |                             |

7. Международный матч
| 28 июня Неоф (7)                                                                                                  | Ленинград | 8:0 | Котка (TUL) | Котка            |
| |           |     |             | Судья: Г.Фепонов |
| Ленинград: Гусев - Рузанов, Ежов - П.Филиппов, Батырев, Гуськов - К.Егоров, М.Бутусов, А.Соколов, Антипов, Кусков |           |     |             |                  |

8. Международный матч
| 30 июня Неоф (8) | Ленинград   | 1:0 | Выборг (TUL) | Выборг |
| | - М.Бутусов |     |              |        |
| Ленинград: Гусев - Рузанов, Ежов - П.Филиппов , Константинов, Гуськов - П.Григорьев, М.Бутусов, А.Соколов , Антипов, К.Егоров |             |     |              |        |

9. Товарищеский матч
| 28 июня Неоф (9)                                                               | Ленинград (II) | 1:2 | Московско-Нарвский район                | Поле «Красного путиловца», Ленинград |
|                                                                                |                |     | - Васильев (1:1)′ (пен.) - Винников 75′ |                                      |
| Московско-Нарвский район: ... Терехин, Хромов, Винников, Мурашев, Васильев ... |                |     |                                         |                                      |

10. Междугородний матч
| 28 июня Неоф (10) | Ленинград (II)        | 1:0 | Харьков | Стадион им.Ленина, Ленинград |
| | - Г.Архангельский 15′ |     |         |                              |
| Ленинград: Тряпкин - Г.Гостев, Эд.Эммерих - П.Бутусов, Г.Архангельский, Систонен - Кудрявцев, Д.Родионов, Г.Иванов, Кусков, А.Богданов Харьков: Норов - Н.Кротов, Кладько - Ус, Капустин, Привалов - Губарев, Натаров, В.Фомин, Шпаковский, Казаков |                       |     |         |                              |

11. Междугородний матч
| 11 июля Неоф (11) | Ленинград (II) | 4:0 | РКимА | РКимА, Москва                           |
| |                |     |       | Зрителей: 3000 Судья: Н.Кауров (Москва) |
| Ленинград: А.Рябов - Константинов, Эд.Эммерих - П.Бутусов, Батырев, Систонен - Кудрявцев, Д.Родионов, Г.Архангельский, Кусков, А.Богданов РКимА: Каменский - И.Иванов, Григорьев - Пучков, Фролов, Голубчиков - В.Грязнов, Васильев, П.Цыплёнков, П.Никифоров, С.Иванов |                |     |       |                                         |

12. Междугородний матч
| 12 июля Неоф (12) | Ленинград (II) | 1:6 | Москва                                    | ОППВ, Москва                                |
| | - 17′          |     | - 15′ П.Артемьев - 31′ Холин - 1Т′ Исаков | Зрителей: 11 000 Судья: В.Рябоконь (Москва) |
| Ленинград: Тряпкин - Г.Гостев, Эд.Эммерих - П.Бутусов, Г.Архангельский, Систонен - Кудрявцев, Д.Родионов, Г.Иванов, Кусков, А.Богданов Москва: Баклашев - Рущинский, Пчеликов - В.Ратов, Селин, А.Николаенко - Сорокин, П.Артемьев, Исаков, Канунников, Холин |                |     |                                           |                                             |

13. Междугородний матч
| 20 июля Неоф (13) | Ленинград (II)                               | 4:1 | «Красная Пресня» | «Динамо», Ленинград |
| | - Д.Родионов 5′ 20′ - Г.Иванов (3:0)′ (4:1)′ |     | - 67′ Канунников |                     |
| Ленинград: А.Рябов - Г.Гостев, Эд.Эммерих - В.Васильев, Воног, Систонен - Д.Родионов, Колотушкин, Г.Архангельский, Г.Иванов, А.Богданов «Красная Пресня»: Баклашев - К.Блинков, Ал.Старостин - Н.Байков, С.Бухтеев, Квашнин - Н.Старостин, П.Артемьев, Исаков, Канунников, Леута |                                              |     |                  |                     |

14. Международный матч
| 23 июля Неоф (14) | Ленинград (II)                                                     | 7:0 | Швеция («рабочая») | Стадион им.Ленина, Ленинград     |
| | - Г.Иванов 2′ (4)′ (5)′ (6)′ (7)′ - П.Филиппов ~25′ - Мурашев ~30′ |     |                    | Зрителей: ~10 000 Судья: М.Окунь |
| Ленинград: А.Рябов - Д.Штукин, Эд.Эммерих - П.Бутусов, П.Филиппов , Систонен - Сыкин, Мурашев, Г.Архангельский, Г.Иванов, Николаев · («рабочая»): Иогансон - Хольмберг, Фольке - Йонсон, Бьерг, Стен - Тхорнблюм, Ларссон, Линдберг, Тхюберг, Хендриксон |                                                                    |     |                    |                                  |

15. Междугородний матч
| 25 июля Неоф (15) | Ленинград | 2:0 | Харьков (II) | Харьков |

16. Междугородний матч
| 2 авг Неоф (16) | Ленинград                                          | 3:2 | Москва (II)                                    | Стадион им.Ленина, Ленинград                |
| | - Г.Архангельский 32′ ~60′ - П.Филиппов 53′ (пен.) |     | - 10′ Д.Маслов - ~40' (пен.) ? - ~40′ (пен.) ? | Зрителей: 4000 Судья: К.Мелихов (Ленинград) |
| Ленинград: Гусев - Г.Гостев, Ежов - П.Филиппов, Воног, Хухтинен - К.Егоров, М.Бутусов ~75', Г.Архангельский, Антипов, А.Богданов · Москва: Николаенко - Игнатов, Ленчиков - Королев, И.Артемьев, Никишин - Б.Дубинин, П.Савостьянов, Д.Маслов, К.Тюльпанов, Шапошников |                                                    |     |                                                |                                             |

17. Междугородний матч
| 3 авг Неоф (17) | Ленинград (II)                         | 2:1 | Москва (II)      | Стадион им.Ленина, Ленинград |
| | - Мурашев ~30′ - В.Васильев 88′ (пен.) |     | - 75′ И.Артемьев | Судья: Баранов (Ленинград)   |
| Ленинград: .Полежаев - Рузанов, Эд.Эммерих - В.Васильев, Воног, Систонен - Д.Родионов, Мурашев, Г.Архангельский, Кусков, Николаев Москва: ... И.Артемьев ... |                                        |     |                  |                              |

18. Товарищеский матч
| 10 авг Неоф (18) | Ленинград (II) | 5:0 | Сборная флота | Ленинград |

19. Международный матч
| 22 авг Неоф (19) | Ленинград (II)        | 1:1 | Финляндия (ТUL) | Стадион им.Ленина, Ленинград       |
| | - Г.Архангельский 27′ |     | - 25′ Викстрем  | Зрителей: ~10 000 Судья: В.Быстров |
| Ленинград: Гусев - Рузанов, Эд.Эммерих - П.Бутусов, И.Хухтинен, Ремизов - Румянцев, Мурашев, Г.Архангельский, Сидельников, Наддуваев (ТUL): А.Рантанен - Даммерт, В.Лехто - Тиммонен, К.Лехто, Лехтонен - Тайпале, Викстрем, Линдстрем, Салин, Ильвонен |                       |     |                 |                                    |

20. Международный матч
| 25 авг Неоф (20) | Ленинград                                                                          | 8:0 | Финляндия (ТUL) | Стадион им.Ленина, Ленинград       |
| | - М.Бутусов ~5′ 39′ (6)′ (7)′ - Антипов 27′ 53′ - А.Соколов ~70′ - П.Филиппов (8)′ |     |                 | Зрителей: ~10 000 Судья: Г.Фепонов |
| Ленинград: Полежаев - Эд.Эммерих, Ежов - П.Филиппов, Батырев, Гуськов - П.Григорьев, М.Бутусов, А.Соколов, Антипов, К.Егоров (ТUL): А.Рантанен - Даммерт, В.Лехто - Тиммонен, К.Лехто, Лехтонен - Тайпале, Викстрем, Линдстрем, Салин, Ильвонен |                                                                                    |     |                 |                                    |

21. Междугородний матч
| 30 авг Неоф (21) | Ленинград (II) | 1:0 | Тверь | Ленинград |
| | - Г.Иванов     |     |       |           |
| Ленинград: Савинцев - Корнилов, В.Хухтинен - П.Бутусов, Н.Столяров, Систонен - Румянцев, Мурашев, Г.Иванов, Кусков, Надуваев Тверь: Кондратьев - Исидоров, Рыжиков - Комиссаров, Ивасик, Коршунов - Болотников, Розанов, И.Бойков, П.Козлов, А.Козлов |                |     |       |           |

22. Междугородний матч
| 31 авг Неоф (22) | Ленинград | 0:3 | Москва (II)                          | «Профинтерн», Москва |
| |           |     | - 49′ 63′ К.Тюльпанов - 67′ Жибоедов |                      |
| Ленинград: Полежаев - Г.Гостев, Ежов - Воног, Батырев, Гуськов - Д.Родионов, М.Бутусов, Г.Архангельский, Антипов, Эд.Эммерих Москва: Михайлов - Мильеранский, Ленчиков - Вик.Прокофьев, Симаков, Леута - Б.Дубинин, П.Савостьянов, Д.Маслов, К.Тюльпанов, Жибоедов |           |     |                                      |                      |

23. Междугородний матч
| 21 сен Неоф (23) | Ленинград (II)                                             | 3:2 | Москва                                    | Стадион им.Ленина, Ленинград |
| | - П.Бутусов 4′ - А.Васильев (0:2)′ (пен.) - Колотушкин 12′ |     | - Савинцев 33′ (авт.) - П.Артемьев (2:3)′ | Судья: Баранов (Ленинград)   |
| Ленинград: Савинцев - Д.Штукин, Э.Эммерих - А.Васильев, Воног, Систонен - Румянцев, П.Бутусов, Колотушкин, Кусков, Казаринов Москва: Н.Соколов - Рущинский, В.Лапшин - В.Ратов, Селин, Никишин - Н.Старостин, П.Артемьев, Исаков, К.Тюльпанов, Холин |                                                            |     |                                           |                              |

24. Тренировочный матч
| 4 окт Неоф (24) | Центральный, Московско-Нарвский, Выборгский районы | 3:0 | Петроградский, Василеостровский, Володарский районы | Стадион им.Ленина, Ленинград |
| | - М.Бутусов (2)′ (3)′                              |     |                                                     |                              |
| Центральный, Московско-Нарвский, Выборгский районы: Н.Соколов - Рузанов, М.Окунь - А.Васильев, Воног, И.Хухтинен - П.Григорьев, Мурашев, А.Соколов, М.Бутусов, Казаринов Петроградский, Василеостровский, Володарский районы: Полежаев - В.Семёнов, Ежов - Гуськов, Батырев, В.Систонен - К.Егоров, Румянцев, Колотушкин, Антипов, А.Богданов |                                                    |     |                                                     |                              |

## Комментарии
1. ↑  К.Есенин указывал для сборной Москвы только междугородние и международные матчи[1]
2. ↑  В реестре матчей сборной Санкт-Петербурга (Петрограда, Ленинграда), опубликованном группой ленинградских историков и статистиков под редакцией Н.Киселёва[2] учтены только междугородние матчи со сборными городов и республик
3. ↑  Г.Калянов предложил разделение матчей на официальные и товарищеские (для сборной Москвы)[3]
4. ↑  в том числе недоигранные и аннулированные, а также сыгранные с неформатными сборными и клубами — все матчи, объявленные как матчи официальных турниров
5. ↑  Матчи второй, третьей и т. д. (дублёров), а также ведомственных (например, сборной профсоюзов) сборных считаются неформатными. Тем не менее, междугородние матчи и «русской», и «английской» сборных Санкт-Петербурга и Москвы начала века, согласно установившейся традиции, учитываются историками[4][5][1] в их реестрах
6. ↑  Тем не менее, несколько международных матчей 1910-х годов с командами, формально не соответствующими строго данному критерию, но в игровом плане нередко подавляюще превосходившими сборные Санкт-Петербурга и Москвы, учтены[6][7] в их реестрах
7. ↑  Состав сборной команды организации финских рабочих клубов TUL (Työväen Urheiluliiton jalkapallojoukkue[фин.]) в данном конкретном матче, в отличие от предыдущих встреч с советскими командами, был составлен из сильнейших футболистов. Несмотря на то, что в указанный период времени футболисты TUL не участвовали в «буржуазном» чемпионате и матчах национальной сборной, в составе этой команды, занявшей немногим более месяца спустя второе место на рабочей Олимпиаде во Франкфурте[англ.], выступали значимые игроки финского футбола тех лет — Рейно Фри[фин.], Эйно Рантанен[фин.], Эрнст Грёнлунд[фин.] и другие.
8. ↑  Сразу после переезда в Ленинград Н.Соколов находился в составе команды «Спартак» Центральный район «А», за которую выступал в осеннем первенстве Ленинграда[35][38]. В «Динамо» он перешёл позднее.
9. ↑  По отечественным источникам[11], все три гола провёл М.Бутусов; финские источники и «Новая вечерняя газета» указывают автором одного из голов левого  инсайда[47][48], которого можно идентифицировать как П.Антипова.

### Периодика
- «Красный спорт» Москва 1925. НЭБ — rusneb.ru.
- «Спартак» Ленинград 1925. РГБ — search.rsl.ru.
- «Вестник физической культуры» Харьков 1925. Sport.pdf — vk.com.
- «Красная газета» Ленинград 1925. РНБ — primo.nlr.ru.
- «Новая вечерняя газета» Ленинград 1925. РНБ — primo.nlr.ru.
- Материалы периодики 1925 (в изложении). История московского и подмосковного футбола — vk.com.